# Buddleja pichinchensis
Buddleja pichinchensis är en flenörtsväxtart som beskrevs av Carl Sigismund Kunth. Buddleja pichinchensis ingår i släktet buddlejor, och familjen flenörtsväxter. Inga underarter finns listade i Catalogue of Life.